# Сазановец, Дина Викторовна
Ди́на Ви́кторовна Сазанове́ц (бел. Дзіна Віктараўна Сазанавец; род. 25 октября 1990, г. Кличев, Могилёвская область) — белорусская тяжелоатлетка, выступающая в весовой категории до 69 кг. Бронзовый призёр чемпионата мира среди юниоров (2010), серебряный призёр чемпионата Европы среди юниоров (2010), неоднократная чемпионка и рекордсменка Беларуси. Заслуженный мастер спорта Республики Беларусь (2016).

## Спортивная карьера
На Олимпийских играх 2012 года в Лондоне Дина набрала одинаковую вторую сумму с румынкой Роксаной Кокош и соотечественницей Мариной Шкерманковой, но из-за большего личного веса осталась без медали.
Высшим достижением Дины Сазановец была бронзовая медаль на чемпионате мира 2013 года в весовой категории до 69 кг. Двукратная чемпионка Европы (2014, 2015).
15 июня 2016 года Международная федерация тяжёлой атлетики опубликовала результаты перепроверки допинг-пробы спортсменки, взятой на Олимпиаде 2012. В пробе атлетки был обнаружен станозолол. Спортсменка была временно отстранёна от соревнований.
Впоследствии все результаты выступлений Дины Сазановец после 2012 года были аннулированы. Спортсменка лишена всех наград и титулов.

### Результаты выступлений
| Год  | Соревнование                   | Место проведения | Весовая категория | Рывок  | Толчок | Сумма двоеборья | Место |
| 2010 | Чемпионат Европы               | Минск            | до 63 кг          | 93 кг  | 115 кг | 208 кг          | 5     |
| 2010 | Чемпионат мира среди юниоров   | София            | до 63 кг          | 98 кг  | 119 кг | 217 кг          | 3     |
| 2010 | Чемпионат Европы среди юниоров | Лимасол          | до 63 кг          | 94 кг  | 118 кг | 212 кг          | 2     |
| 2011 | Чемпионат Европы               | Казань           | до 69 кг          | 98 кг  | 125 кг | 223 кг          | 4     |
| 2011 | Чемпионат мира                 | Париж            | до 69 кг          | 103 кг | 126 кг | 229 кг          | 11    |
| 2012 | Олимпийские игры               | Лондон           | до 69 кг          | 115 кг | 141 кг | 256 кг          | DSQ   |
| 2013 | Чемпионат Европы               | Тирана           | до 69 кг          | 112 кг | 140 кг | 252 кг          | DSQ   |
| 2013 | Чемпионат мира                 | Вроцлав          | до 69 кг          | 116 кг | 143 кг | 259 кг          | DSQ   |
| 2014 | Чемпионат Европы               | Тель-Авив        | до 69 кг          | 115 кг | 130 кг | 245 кг          | DSQ   |
| 2014 | Чемпионат мира                 | Алматы           | до 69 кг          | 117 кг | 143 кг | 260 кг          | DSQ   |
| 2015 | Чемпионат Европы               | Тбилиси          | до 69 кг          | 115 кг | 140 кг | 255 кг          | DSQ   |
| 2015 | Чемпионат мира                 | Хьюстон          | до 69 кг          | 110 кг | 134 кг | 244 кг          | DSQ   |